# Główny Inspektorat Szkolny
Główny Inspektorat Szkolny (biał. Галоўны Школьны Інспэктарат) – kolaboracyjny białoruski organ oświatowy przy niemieckich władzach okupacyjnych Okręgu Generalnego "Białoruś" podczas II wojny światowej
Krótko po zajęciu Mińska przez wojska niemieckie 28 czerwca 1941 r., do miasta przyjechał znany działacz białoruski ksiądz Wincent Hadleuski. Udało mu się przekonać Niemców o potrzebie zorganizowania na okupowanej Białorusi sieci szkół podstawowych. Nadzór nad nimi objął nowo utworzony Główny Inspektorat Szkolny, działający przy Generalnym Komisariacie "Białoruś". Podlegały mu powiatowe i miejskie oddziały oświatowe. Na czele Inspektoratu stanął ksiądz W. Hadleuski. Na jego apel na Białoruś zaczęli przybywać nauczyciele, uczący wcześniej w szkołach na wschodnich terenach II Rzeczypospolitej. Głównym problemem białoruskiego szkolnictwa był brak podręczników i jakichkolwiek książek. Pewne ich ilości uzyskano z magazynów białoruskich wydawnictw w Wilnie. Wykorzystywano też podręczniki sowieckie i polskie, do których dodrukowywano teksty po białorusku. Po pewnym czasie Niemcy zabronili jednak ich używania. Kolejnym krokiem było podjęcie prac nad opracowaniem programu dla szkół podstawowych. W lutym 1942 r. Inspektorat rozpoczął wydawanie miesięcznika "Szkoła Białoruska", który zawierał materiały pomocnicze dla nauczycieli i uczniów. Powstała też białoruska komisja naukowa, mająca do poł. 1942 r. opracować spis terminologii matematycznej po białorusku. Białorusini podejmowali próby otworzenia także ogólnych szkół średnich, ale początkowo nie uzyskali zgody od niemieckich władz okupacyjnych. Dopiero potem pojawiły się średnie szkoły rzemieślnicze i nauczycielskie. Szkoły białoruskie – poza obszarem Okręgu Generalnego "Białoruś" – powstawały też na okupowanej Litwie i Łotwie, zaś od pocz. 1943 r. w Okręgu Generalnym "Ukraina" i na Białostocczyźnie w Generalnym Gubernatorstwie.